# Iztok Kapušin
Iztok Kapušin (* 29. April 1974 in Brežice, SFR Jugoslawien) ist ein ehemaliger slowenischer Fußballspieler und derzeitiger Fußballtrainer.

## Karriere
Iztok Kapušin wurde 1974 in Brežice im Südosten des heutigen Sloweniens geboren und wuchs dort auf. Mit dem Fußballspielen begann er im Alter von 10 Jahren in seinem Heimatverein NK Brežice 1919. Später führte ihn sein Weg durch ganz Slowenien, wo er für acht Klubs überwiegend in der 2. slowenischen Fußballliga spielte. In seiner Spielerkarriere stehen auch zwei Einsätze in der 1. slowenischen Liga für den Verein NK Naklo zu Buche.
Während seiner gesamten Spielerkarriere bildete Kapušin sich parallel zum Fußball weiter aus. So schloss er im Jahr 2000 sein Studium an der Fakultät für Sport in der Fachrichtung Sporttraining bzw. Fußball ab und erwarb den Titel Professor für Sportunterricht und diplomierter Fußballtrainer PRO.
Seine Trainerkarriere begann Kapušin 2003 beim NK Krško, wo er zunächst eine Doppelrolle als Spielertrainer innehatte. Nach einer dreijährigen Spielerepisode in unterklassigen österreichischen Vereinen (der höchstklassige Verein in Österreich, für den er spielte, war der WSV St. Lambrecht in der damals 4. Liga), begann er seine eigenständige Trainerlaufbahn. Nach einigen Jahren als Trainer beim NK Krško (78 Meisterschaftsspiele in der 2. SNL als Cheftrainer) führte ihn sein Weg als Trainer auch nach Novo Mesto, wo er den NK Krka in der 3. slowenischen Fußballliga betreute, und nach Ivančna Gorica, wo er den dortigen NK Ivančna Gorica in 12 Meisterschaftsspielen der 2. SNL coachte. Er war auch Trainer des kroatischen Zweitligisten NK Bistra in 13 Spielen der 2. HNL und erreichte mit dem 2. Platz in der 3. HNL den historischen Aufstieg des Klubs in die 2. kroatische Liga.
Seit 2003 ist Kapušin auch in der Lehre tätig und unterrichtet Sportunterricht an der Grundschule Šentjernej. Dort und in seiner Geburtsstadt Brežice betreibt er seit 2008 auch seine eigene Fußballschule für Kinder namens „Petelinček“. Den Höhepunkt seiner Trainerkarriere erlebte er im Herbst 2015, als er den NK Celje übernahm und mit ihnen das Finale des slowenischen Pokals erreichte, dort aber gegen den FC Luka Koper unterlag.
Kapušin gehört zu den sechs Slowenen, die einen kroatischen Verein trainierten. Mit seiner Partnerin Adrijana Hervol bekam er am 17. Oktober 2008 einen Sohn namens Nejc, der ebenfalls Sportler ist – nicht wie sein Vater im Fußball, sondern als Schwimmer. Derzeit ist er bereits zum zweiten Mal Trainer seines Heimatvereins Brežice in der slowenischen zweiten Liga.
Iztok spielte 135 Spiele und erzielte neun Tore für elf Vereine in Slowenien und Österreich. Als Trainer betreute er bisher sieben Fußballvereine.